# Cornelio Malvasia
Cornelio Malvasia (1603, Bologna, Itálie – 1664) byl italský aristokrat, astronom a vojenský vůdce. Malvasia se narodil v roce 1603 aristokratické rodině v Bologni a byl bratrancem Carla Cesara Malvasia, italského vědce a historika umění známého svými biografiemi barokních umělců s názvem „Felsina pittrice“, publikovaných v roce 1678.

## Vojenská kariéra
Během válek v Castru vedl jízdu papežské armády proti parmskému vévodství. Stal se blízkým synovcům papeže Urbana VIII. a jeho pozdější korespondence a publikace nesly erb rodiny Barberini; tři včely. Jeho bratranec Carlo později dostal v Římě zakázku od kardinála Marzia Ginettiho, věrného zastánce rodiny Barberini.
Navzdory tomu, že se vévodství Modena během války o Castro postavilo na stranu vévodů z Parmy, se Malvasia později stal vojenským poradcem Alfonsa IV. d'Este, vévody z Modeny. Později byl jmenován maršálem francouzské armády v Itálii, zatímco Francesco II. d'Este, pozdější vévoda z Modeny, byl generálem této armády.
V roce 1656 navštívil Paříž a získal ocenění od francouzského krále Ludvíka XIV. – 400 louisdorů ročního důchodu za působení v armádě a diamantovou brož od kardinála Mazarina.

## Mecenáš astronomie
I během své vojenské kariéry se Malvasia věnoval astronomii, optice, zabýval se vědeckým inženýrstvím – zkoumal možnosti principů navrhování a stavbě strojů, konstrukcí mostů, tunelů, silnic, vozidel, budov a pod. Je mu přičítáno přispění k vynálezu zaměřovacího kříže u dalekohledů, neboli „nitkového kříže“. Vynález je obvykle připisován Robertu Hookeovi.
Cornelio Malvasia byl zvolen v Bologni senátorem a počátkem 40. let 17. století začal stavět soukromou observatoř „Panzano Observatory“ poblíž Bologni.
V roce 1645 pozval Malvasio francouzsko-italského matematika a inženýra Giovanniho Domenica Cassiniho do Bologny a nabídl mu místo ve své hvězdárně, která byla blízko dokončení. Většinu času strávili výpočtem novějších, lepších a přesnějších efemerid pro astrologické účely pomocí rychle se rozvíjejících astronomických metod a nástrojů  O 17 let později, v roce 1662 výsledek jejich společné práce Malvasio vydal pod názvem „Ephemerides novissimae motuum coelestium“. Dílo bylo věnováno kardinálu Giulio Cesare Sacchettimu, dvakrát nominovanému Antoniem Barberinim jako francouzský kandidát na papeže. Práce obsahovala poněkud kontroverzní tvrzení, že Malvasio dokáže vystopovat Sacchettiho předky zpět až k starořímským bohům.
Cornelio Malvasia si o vývoji nových metod dopisoval s řadou dalších astronomů.